# Faro di Capel Rosso
Il faro di Capel Rosso è un faro marittimo del mar Tirreno che si trova all'estremità meridionale dell'isola del Giglio, nell'omonimo territorio comunale, sul promontorio di punta di Capel Rosso. Ad alimentazione elettrica e ad ottica rotante, la luce è prodotta da una lampada alogena da 1000 W, con quattro lampi bianchi ogni 30 secondi della portata di 23 miglia nautiche. L'infrastruttura è dotata anche di una lampada LABI di riserva da 100 W della portata di 18 miglia nautiche, che entra in funzione in caso di guasto o malfunzionamento della lampada principale.

## Storia
Il faro, la cui inaugurazione risale al 1883 (anno in cui fu attivato anche il faro del Fenaio nella parte settentrionale dell'isola), venne realizzato dalla Marina Militare, all'epoca denominata Regia Marina, per l'illuminazione della parte meridionale dell'isola, vista l'inadeguatezza del preesistente faro delle Vaccarecce, il più antico del Giglio, che fino ad allora era l'unico impianto presente sull'isola.

## Architettura
L'infrastruttura è costituita da una torre a sezione ottagonale in muratura bianca, che si eleva davanti alla parte centrale della facciata anteriore (orientata verso il mare) di un fabbricato a pianta rettangolare, disposto su due livelli, che si caratterizza per la muratura bianca e rossa e che in passato ospitava le abitazioni dei guardiani prima della sua definitiva automatizzazione.
La struttura turriforme, con galleria interna, culmina con una terrazza sommitale che costituisce la base del tiburio della lanterna metallica grigia.